# Belgiens herrlandslag i landhockey
Belgiens herrlandslag i landhockey (franska: Équipe de Belgique de hockey sur gazon) representerar Belgien i landhockey på herrsidan. Laget tog olympiskt brons 1920, silver 2016 och guld 2020.

### Fotnoter
1. ↑  Todor Krastev (19 mars 1920). ”Men Field Hockey Olympic Games 1920 Antwerp (BEL) - 01-05.09 Winner Great Britain” (på engelska). Sport Statistics. Arkiverad från originalet den 5 mars 2016. https://web.archive.org/web/20160305040510/http://todor66.com/hockey/field/Olympic/Men_1920.html. Läst 27 juli 2015.